# Alex Goldfarb

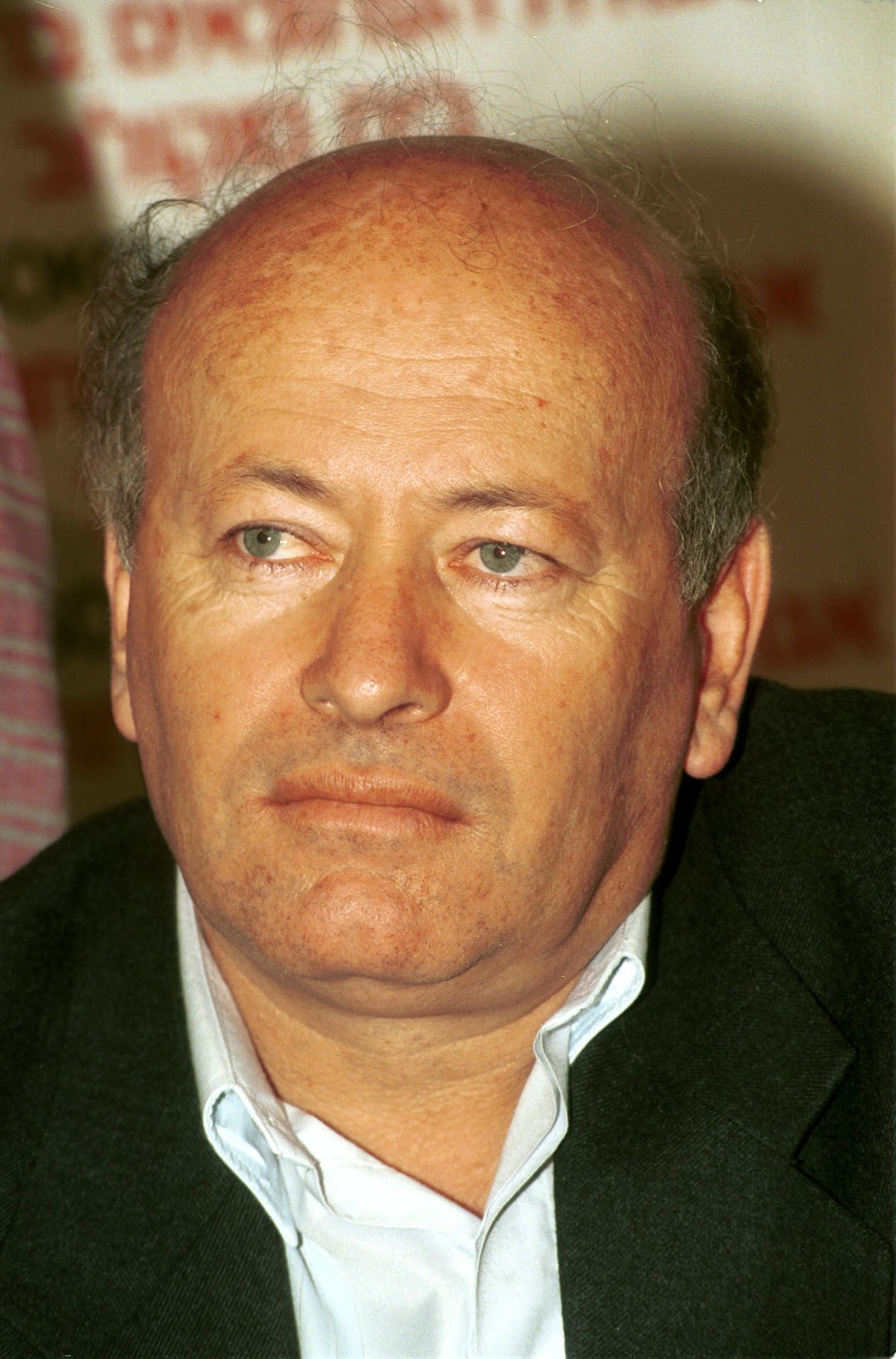
Alex Goldfarb

Alex Goldfarb (hebräisch אלכס גולדפרב‎, * 1. Juni 1947 in Seini, Königreich Rumänien) ist ein ehemaliger israelischer Politiker und Knessetabgeordneter.

## Biografie
Goldfarb wanderte 1963 aus Rumänien nach Israel ein. Nach seinem Militärdienst gründete er ein eigenes Unternehmen für Gebäude- und Elektrotechnik und war im Vorstand des Verbandes der Israelischen Elektrotechniker. Er studierte Personalmanagement und Politologie an der Bar-Ilan-Universität (BA) und machte ein Diplom in Betriebswirtschaft an der Michlala LeMinhal bei Tel Aviv. Goldfarb war Mitglied der Partei Tzomet, einer rechtsgerichteten, säkularen Kleinpartei, für die er vom 13. Juli 1992 bis zum 17. Juni 1996 in der 13. Knesset saß. Nach Streitigkeiten mit dem Vorsitzenden Rafael Eitan verließ er die Fraktion mit zwei weiteren Tzomet-Parlamentariern, Gonen Segev und Esther Salmovitz, und gründete zusammen mit diesen am 7. Februar 1994 eine Parlamentsfraktion, die sich Ji’ud nannte. Die Ji’ud unterstützte die Politik der Regierung unter Ministerpräsident Jitzchak Rabin und Goldfarb wurde am 2. Januar 1995 zum stellvertretenden Minister für Bau- und Wohnungswesen ernannt, eine Position, die er auch in der Nachfolgeregierung unter Shimon Peres bis zum Ende der Legislaturperiode am 18. Juni 1996 beibehielt. Nach Streitigkeiten mit dem Fraktionsvorsitzenden der Ji’ud, Gonen Segev, gründeten Goldfarb und Salmovitz am 27. November 1995 eine weitere Splittergruppe, die Atid.
Größere Bekanntheit erlangte er durch sein Abstimmverhalten bei der Auseinandersetzung um die Ratifizierung des Oslo-II-Abkommens in der Knesset am 5. Oktober 1995, in der seine Stimme die Annahme der Vereinbarung mit einer Stimme Mehrheit ermöglichte, obgleich der Inhalt des Abkommens Goldfarbs bisherigen politischen Überzeugungen widersprach. Ezer Weizmann äußerte später dazu: „The agreement is not an agreement. It passed the Knesset by a majority of one and this would not have succeeded if not for one MK and his Mitsubishi“ (deutsch: „Das Abkommen ist kein Abkommen. Es wurde von der Knesset mit einer Mehrheit einer Stimme verabschiedet und hätte keinen Erfolg gehabt, wenn es für sie nicht einen Ministerposten und einen Mitsubishi gegeben hätte.“), eine Anspielung darauf, dass Goldfarb weniger aus nationalen Erwägungen mit der Regierungskoalition gestimmt habe, als um seinen stellvertretenden Ministerposten und den ihm damit zustehenden Dienstwagen – einen Mitsubishi – zu behalten. Die immer noch in der israelischen Politik gebräuchliche Formulierung Mitsubishi agreements geht auf diesen Vorfall zurück.
Anlässlich der nächsten Wahlen zur Knesset trat Goldfarb der Awoda bei, konnte sich jedoch bei den Vorwahlen nicht für einen Listenplatz durchsetzen und zog sich aus der Politik zurück. Bis 2003 war er für das Verteidigungsministerium tätig und 2004 machte er sich mit einer Firma im Bereich Sicherheitsberatung selbstständig.
Eine Kandidatur um den Vorsitz des Regionalrates von Be'er Tuvia verlor Goldfarb 2009 gegen den Amtsinhaber.